# Phytocoris cinereus
Phytocoris cinereus är en insektsart som beskrevs av Stonedahl 1988. Phytocoris cinereus ingår i släktet Phytocoris och familjen ängsskinnbaggar. Inga underarter finns listade i Catalogue of Life.